# Que te perdone Dios
Que te perdone Dios est une telenovela mexicaine diffusée du 19 janvier 2015 au 10 juillet 2015 sur Univision.

## Distribution
- Zuria Vega -  Abigailita Ríos
- Mark Tacher - Mateo Guerra
- Ferdinando Valencia - ‘’Diego Muñoz
- Altair Jarabo -  Diana Montero
- Sergio Goyri - Don Fausto López Guerra
- Sabine Moussier - Doña Macaria Flores
- María Sorté - Dona Helena Fuentes
- René Strickler - Dr Patricio Duarte
- Ana Bertha Espín - Constanza del Ángel Vda. de Flores
- Rebecca Jones - Doña Renata Rios
- Alejandro Ávila - Don Lucio Ramírez
- Manuel Ojeda - Don Melitón Ramos
- Laisha Wilkins - Ximena Negrete de Zarazua/ Daniela Negrete
- Dacia González - Vicenta Muñoz
- Zaide Silvia Gutiérrez - Simona Sánchez
- Ana Patricia Rojo - Efigenia de la Cruz y Ferreira
- Fabián Robles - Julio Acosta Montero / Julián Montero
- Eric del Castillo - Bruno Flores Riquelme †
- Antonio Medellín - Padre Francisco Ojeda Bernal †
- Alejandra Ávalos - Mía Montero Vda. de Acosta †
- Moisés Arizmendi - Porfirio Zarazua
- Héctor Sáez - Comandante Efraín Barragán
- Alejandra Procuna - Eduviges de la Cruz y Ferreira
- Raúl Olivo - Jaime Díaz "Motor"
- Óscar Bonfiglio - Marcelino
- Julio Mannino - Benito
- Myrrha Saavedra - Amanda Ríos
- Carlos Athié - Maximiliano « Max » Zarazúa
- Adriano - Antonio "Toño" Sánchez
- Santiago Hernández - Alfredo « Fredy » Sánchez †
- José María Galeano - Padre Tomás Ojeda Bernal
- Iván Caraza - Mano Negra
- Rafael Amador - Rafa, el cantinero
- Alejandra Robles Gil - Teodora
- Daniela Basso - Juanita
- Lakshmi Picazo - Nieves Barragán
- Silvia Valdéz - Violeta
- Jessús Di Alberti - Estebán
- Irán Castillo - Renata Flores del Ángel (joven)
- Ale García - Macaria Ríos (joven)
- Brandon Peniche - Pablo Ramos †
- Erik Díaz - Fausto López-Guerra (joven)
- Christian Vega - Lucio Ramírez (joven)
- Ricardo Franco - Gerardo López-Guerra

## Autres versions
- Abrázame muy fuerte (Televisa, 2000–2001)
- Pecado mortal (Televisa, 1960)
- Pecado mortal (film, 1955)